# Flo Sitzmann
Florian „Flo“ Sitzmann (* 7. September 1976 in Frankfurt am Main) ist ein deutscher Behindertensportler und Buchautor. Bekannt ist er für seine Erfolge als Handbiker bei internationalen Wettbewerben wie den Paralympics.

## Leben
Florian Sitzmann verlor 1992 im Alter von 15 Jahren bei einem schweren Motorradunfall beide Beine. Er verbrachte rund zwei Jahre in Krankenhäusern, musste sich 50 Operationen unterziehen und zwei Jahre Rehabilitationsmaßnahmen in Anspruch nehmen. Im Jahr 2000 begann er verschiedene (Behinderten-)Sportarten auszuüben.
Seit 2002 ist er erfolgreicher Handbiker mit mehreren Titeln als Deutscher Meister, einer WM-Silbermedaille und einer Teilnahme bei den Paralympics 2004 in Athen. Als Höhepunkt seiner Karriere sieht er seine Teilnahme an dem 560 Kilometer langen Styrkeprøven-Rennen im Jahr 2006, das er nach 30 Stunden und 30 Minuten nonstop abschloss. Sein Handbike-Rekord auf dieser Strecke ist bis heute ungebrochen.
Florian Sitzmann ist häufig Gast in Talkshows und berichtet über seinen schwierigen Werdegang und über die Kraft und Motivation, niemals aufzugeben. Er ist verheiratet und hat drei Kinder.

## Veröffentlichungen
- Der halbe Mann – Dem Leben Beine machen. Gütersloher Verlagshaus, Gütersloh 2009, ISBN 3-579-06885-7
- Bloß keine halben Sachen – Deutschland, ein Rollstuhlmärchen, Gütersloher Verlagshaus, Gütersloh 2012